# 미생물 예술

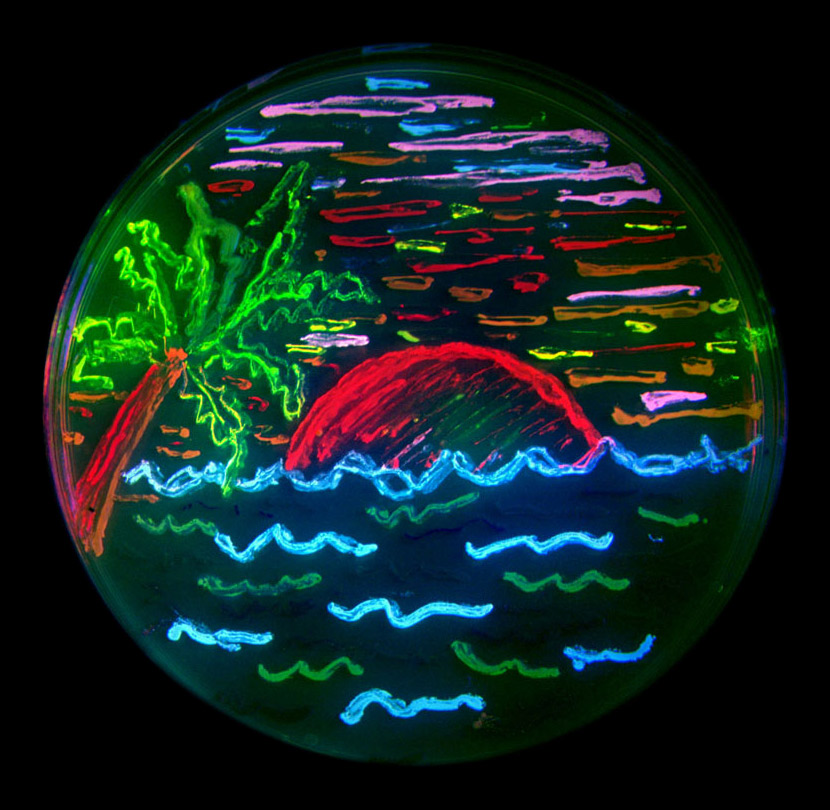
노벨상 수상자인 생화학자 로저 첸의 실험실에서 다양한 종류의 형광 단백질을 발현하는 박테리아 균주로 그린 해변 그림

미생물 예술(Microbial art, agar art, germ art)은 특정 패턴으로 미생물을 배양하여 만든 예술품이다. 사용되는 미생물은 박테리아, 효모 균류, 가끔은 원생생물일 수 있다. 미생물은 자연 색상에 따라 선택하거나 형광 단백질을 발현하도록 조작하고 자외선 아래에서 관찰하여 색상을 형광색으로 만들 수 있다.

## 방법
한천 플레이트는 캔버스로 사용되고, 박테리아, 효모는 페인트로 사용된다. 충분한 배양 후 미생물 예술 작품을 보존하기 위해 미생물 배양은 에폭시로 밀봉된다.
"박테리아 조영술"이라는 기술은 예술적 패턴을 생성하기 위해 방사선으로 박테리아 배양의 특정 영역을 선택적으로 죽이는 것이다. 배양 후, 배양물을 아크릴로 밀봉한다.
한천 플레이트의 배지 유형도 중요하다. Chromagar Candida는 다른 Candida 종을 식별하는 데 사용되는 감별 배지이다. 이 배지에서 키울 때 C. albicans는 연한 녹색이고 C. tropicalis는 가장자리에 보라색이 있는 파란색이며 C. krusei는 가장자리에 흰색이 있는 로즈 핑크색이다. 그러나 다른 배지를 사용하여 키운 C.tropicalis는 적갈색 집락을 가지고 있다. 배지 자체의 색상도 미생물을 사용하여 변경할 수 있다. TCBS 한천에서 Bromthymol Blue 및 Thymol Blue는 박테리아가 자당을 섭취하는 경우와 같이 pH가 감소하면 노란색으로 변한다. 이런 식으로 매체의 배경색을 짙은 녹색에서 밝은 노란색으로 변경할 수 있다.

## 사용되는 미생물 목록
사용되는 미생물은 다음과 같고, 이들이 각자 가지는 색(괄호 내 명시)을 기반으로 선택하여 작품을 그린다.

### 박테리아
- Bacillus subtilis(크림에서 갈색)
- Chromobacterium violaceum(보라색)
- Escherichia coli(무색)
- Micrococcus luteus(노란색)
- Micrococcus roseus(분홍색)
- Proteus mirabilis
- Pseudomonas aeruginosa(갈색)
- Pseudomonas fluorescens(자연적으로 pyoverdine이 있는 경우 청록색 형광)
- Serratia marcescens(분홍색 또는 주황색)
- Staphylococcus aureus(노란색)
- Vibrio fischeri(생물발광)

### 곰팡이와 효모
- Saccharomyces cerevisiae(황백색)
- Aspergillus flavus(황록색 포자)
- Aspergillus ochraceus(황색)
- Aureobasidium pullulans(검정색)
- Candida albicans(흰색 담황색)
- Candida sake
- Candida sp.(백색)
- Cladosporium herbarum(갈색에서 검정색)
- Cladosporium resinae, Epicoccum nigrum(노란색, 주황색, 빨간색, 갈색 및 검은색)
- Fusarium sp.
- Rhodotorula sp.
- Scopulariopsis brevicaulis

원생생물
- Euglena gracilis(광합성, 녹색)
- Physarum polycephalum(황록색)

## 아티스트
1928년 페니실린의 발견으로 일반적으로 인정받는 플레밍은 세균 그림(germ painting)을 그리는 것으로 유명했다. 그의 경력을 통해, 플레밍의 그림은 더 많은 미생물 종을 알게 되면서 더욱 다채로워졌다. 그는 발레리나, 가족 등의 그림에 그것들을 통합했다. 그의 환자 중 일부는 그림 수업에서 그에게 비용을 지불하기도 했다.
생화학자 로저 첸은 예술 작품을 만드는 데 사용된 녹색 형광 단백질 (GFP)에 대한 지식에 기여한 공로로 2008년 노벨 화학상을 수상했다.

## 관련 대회

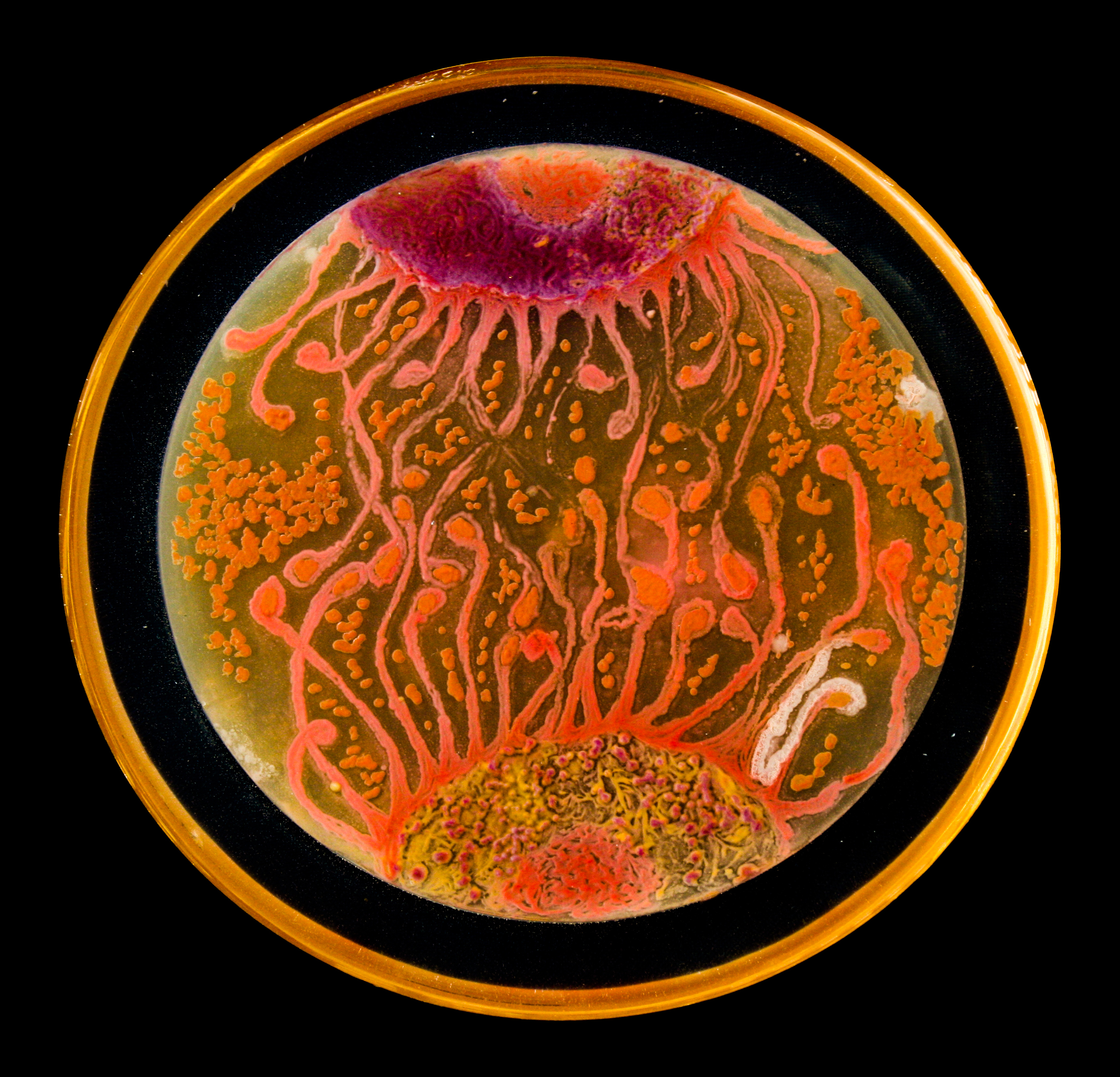
Cell to Cell 2015 ASM Agar Art Competition 우승자(Mehmet Berkmen 과 Maria Peñil 작성)

American Society for Microbiology는 매년 미생물 예술 경연 대회인 Agar Art를 개최한다. 콘테스트는 2014년 Rositsa Tashkova가 만든 크리스마스 트리 사진이 입소문을 타면서 조직되었다. 2015년 판은 85개의 제출물을 다루었으며 그 중 Mehmet Berkmen과 Maria Peñil이 만든 Neurons 라는 미생물 예술 작품이 1위를 차지했다. 이 작품은 노란색 Nesterenkonia와 주황색 Deinococcus와 Sphingomonas를 사용했다.
2020년에 ASM은 200개 이상의 제출물을 받았으며 "The Gardener"라는 제목의 멀티플레이트 창작으로 Joanne Dungo에게 1위를 수여했다.

## 같이 보기
- 바이오아트